# گلیسیتین
گلیسیتین (به انگلیسی: Glycitein) با فرمول شیمیایی C۱۶H۱۲O۵ یک ترکیب شیمیایی با شناسه پاب‌کم ۵۳۱۷۷۵۰ است. که جرم مولی آن ۲۸۴٫۲۶ g/mol می‌باشد. 